# Ulasia saundersi
Ulasia saundersi är en insektsart som beskrevs av Stsl 1863. Ulasia saundersi ingår i släktet Ulasia och familjen lyktstritar. Inga underarter finns listade i Catalogue of Life.